# Înec
Înecul reprezintă moartea prin asfixiere, datorată pătrunderii apei în căile respiratorii.

## Etimologie
Substantivul românesc înec este un derivat regresiv al verbului a îneca. La rândul său, acest verb este derivat pe teritoriul limbii române din prefixul în- și verbul neca, moștenit din latină neco, necare: „a ucide”, „a omorî”, specializat, în latina târzie, cu sensul de „a omorî / a ucide prin înec”. Etimologia acestui verb latin, neco, necare este legată de rădăcina indo-europeană Nek-, Nok-, care are semnificația „a cauza moartea cuiva”.

## Cauze
Cauzele care pot provoca înecul pot fi: 
- trecerea bruscă de la temperatura ambiantă la temperatura scăzută a apei, care poate crea o stare de șoc numită „hidrocuție”;
- căderea pe plex sau pe regiunea genitală după o săritură în apă de la înălțime mare;
- inhibiția prin panică emotivă;
- gâfâiala;
- Botezul prin cufundare completă în apă.[5][6][7][8]

În activitatea de scufundare:
- utilizarea greșită a tubului de respirat  care poate provoca sincope la executarea unei expirații puternice pentru eliminarea apei din tub;
- creșterea spațiului mort de ventilație al plămânilor la scafandrii începători care folosesc un tub de respirat prea lung;
- apnea prelungită;
- narcoza cu azot;
- contraindicațiile ascunse de către scafandru medicilor care confirmă aptitudinea pentru scufundare: spasmofilie, traumatism cranian, epilepsie.

## Primul ajutor
Până la sosirea medicului, este foarte important ca salvatorii să fie capabili să acorde primul ajutor. 
În caz de înec timpul de intervenție util nu trebuie să depășească 3 minute datorită leziunilor cerebrale ireversibile care se constituie rapid.  
Acordarea primului ajutor în caz de înec constă în efectuarea, cât mai rapidă, a următoarelor operațiuni: 
- alarmarea echipei medicale de salvare;
- eliberarea căilor oro-faringiene;
- efectuarea respirației artificiale;
- efectuarea masajului cardiac extern;
- oprirea unor eventuale hemoragii;

### Respirație artificială
Metodele de respirație artificială pot fi metode manuale (metoda Silvester, metoda Heimlich) precum și metode de insuflare de aer așa cum este metoda „gură la gură”.

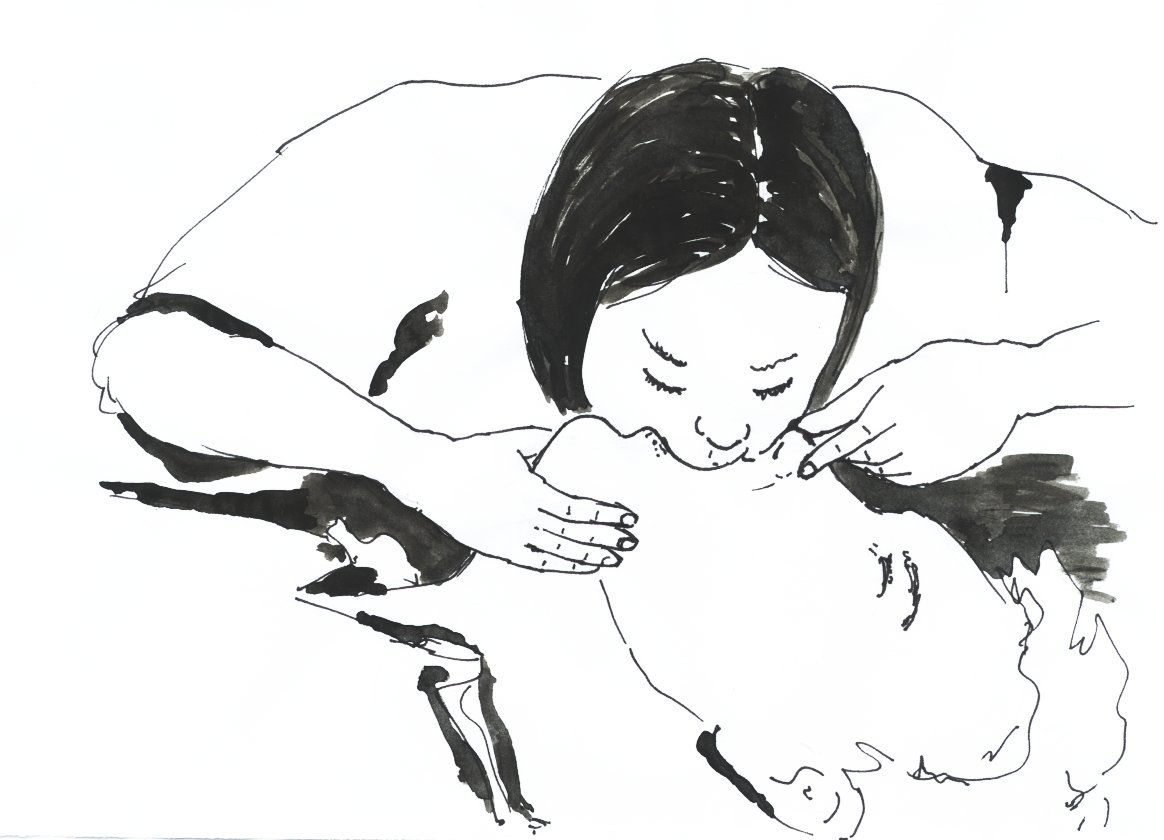
Respiraţie „gură la gură”

Respirație artificială „gură la gură”
Operațiunile de executare a metodei de respirație artificială „gură la gură“ sunt următoarele:
- se așază victima pe spate, eliberându-i-se căile oro-faringiene;
- se dă capul victimei cât se poate de mult pe spate pentru a elibera calea aerului către plămâni. Această manevră va trebui însoțită de ridicarea cefei cu o mână și împingerea frunții către înainte cu palma celeilalte mâini până când gâtul este întins, permițând un acces corespunzător al aerului.
- pentru a restabili respirația, se pune palma pe fruntea victimei astfel încât degetul mare și cel arătător să penseze nasul. Aceasta împiedică aerul suflat pe gură să iasă pe nas. Presând cu palma pe frunte, se menține capul pe spate;
- se deschide maxilarul inferior, nările fiind strânse cu două degete. Se inspiră adânc, deschizând larg gura și apoi așezând-o ușor peste gura victimei. Se suflă aer de circa 12 ... 15 ori pe minut.
- se urmărește ridicarea toracelui victimei, îndepărtând gura de victimă, menținându-i gâtul întins și maxilarul deschis. Aceasta este faza expirației care este cauzată de relaxarea naturală a mușchilor pectorali care inițial au fost întinși;
- dacă expansiunea toracelui nu are loc sau aceasta este necorespunzătoare sau greu de obținut, va trebui schimbată poziția maxilarului și a gâtului victimei. Se curăță gura de eventualele corpuri străine. După aceea se va relua efortul de a realiza expansiunea cavității toracice. Dacă are loc o eliminare de alimente sau de lichide pe gură, capul victimei va trebui înclinat într-o parte pentru a se permite drenajul și pentru a preveni pătrunderea de materii străine pe căile de acces ale aerului;
- dacă, după ce a fost deschis maxilarul și s-a curățat cavitatea bucală, calea de acces a aerului rămâne totuși blocată, victima va trebui întoarsă pe o parte și lovită o dată sau de mai multe ori puternic cu podul palmei pe spate, între umeri. În timpul acestor operații va trebui avut grijă să se mențină libere căile de acces ale aerului. Apoi se reia respirația artificială prin metoda „gură la gură“.

Atunci când condițiile nu permit efectuarea respirației artificiale „gură la gură“, va trebui aplicată respirația „gură la nas“. În acest caz, maxilarul victimei va fi împins înainte plasându-se degetele sub bărbie și astfel săltând maxilarul. Degetul mare și degetul arătător pot fi folosite pentru a curăța gura. Gura salvatorului acoperă nasul și nările victimei, ritmul respirației fiind același ca la respirația „gură la gură“. 

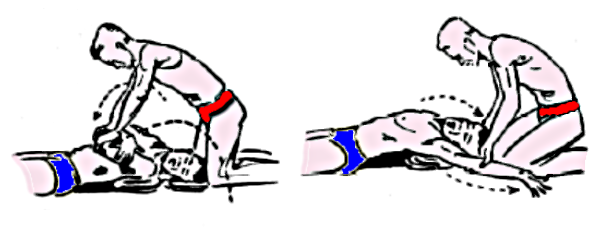
Metoda Silvester

### Metoda Silvester
În cazul în care, din diferite motive, metoda respirației artificiale „gură la gură“ nu poate fi aplicată, se poate utiliza metoda Silvester.
Metoda Silvester va fi realizată în poziție înclinată, cu capul în jos cu următoarele operații:
- sub umerii accidentatului se va pune un pachet de haine rulate, pentru a-i așeza capul în extensie.
- se imobilizează brațele victimei prin prinderea lor de coate, procedeu care va permite salvatorului solitar de a câștiga timp când trece la masajul cardiac.
- se vor executa mișcări ale brațelor victimei dinspre piept către lateral și în sus până ajung de o parte și de alta a corpului, în vederea destinderii toracelui și aspirării de aer în plămâni, urmate de mișcări de readucere a brațelor la piept cu apăsarea pe torace în vederea expulzării aerului din plămâni, în ritm de 16 ... 18 respirații artificiale pe minut.

La aplicarea metodei Silvester se va proceda în felul următor: 
- se va evacua înecatul și se va așeza pe un teren în pantă, utilizând pentru transport orice mijloc. Dacă transportul se va face de către mai mulți salvatori, corpul victimei se va transporta cu fața în sus și cu capul în extensie pe spate, nivelul capului și al trunchiului fiind mai jos decât nivelul bazinului;
- transportul victimei se va efectua pe o distanță scurtă, rapid și fără a neglija respirația „gură la gură“.

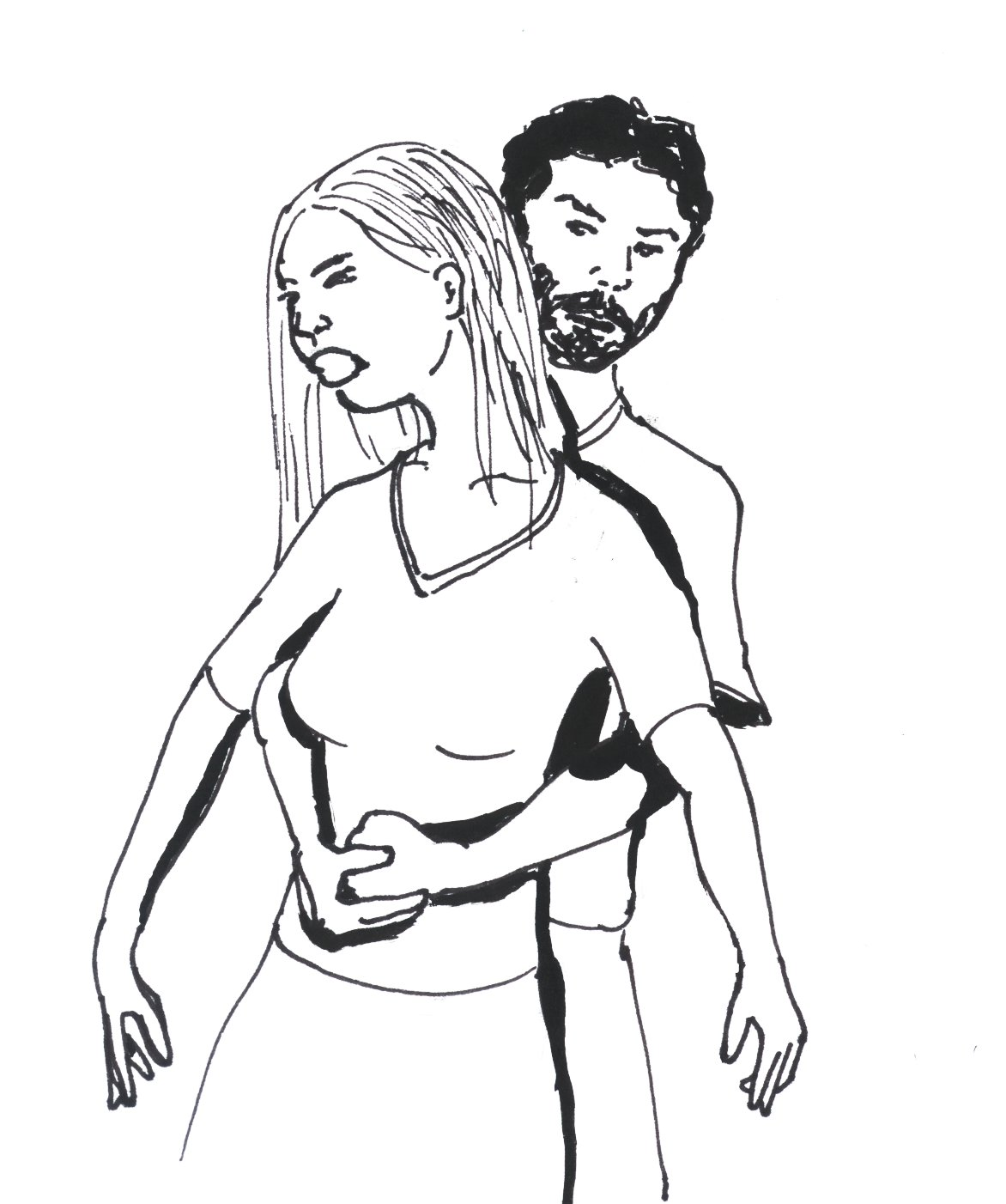
Metoda Heimlich

### Metoda Heimlich
Metoda Heimlich recomandă când accidentatul nu poate fi transportat și terenul nu permite efectuarea procedeelor specifice manevrei Silvester.
Salvatorul se plasează în spatele înecatului, îi va cuprinde talia cu mâinile, cu un pumn plasat la nivelul zonei epigastrice, cealată mână susținând pumnul. Cu pumnul se apasă de 5 ... 8 ori, în mod brusc, cu o mișcare din față către spate și de jos în sus.
Atunci când înecul se produce departe de mal sau de vreo ambarcațiune, salvatorul va trebui să deflecteze capul accidentatului și să aplice acestuia lovituri scurte cu latul palmei (ca la karate) pe coloana vertebrală. Această metodă este eficientă dacă se aplică în primele secunde după un „înec“ de scurtă durată, la un accidentat ridicat inconștient.
În anumite cazuri, se va începe respirația „gură la gură“ încă din apă. 

Dacă înecatul este un scafandru echipat, i se va trage capul pe spate, salvatorul se va plasa în spatele victimei și îi va aplica direct respirația „gură la gură“ sau va folosi pentru reanimare tubul de respirat, pensându-se nasul cu degetele.